# Лусена-дель-Пуерто
Лусена-дель-Пуерто (ісп. Lucena del Puerto) — муніципалітет в Іспанії, у складі автономної спільноти Андалусія, у провінції Уельва. Населення — 2659 осіб (2010).
Муніципалітет розташований на відстані близько 430 км на південний захід від Мадрида, 21 км на схід від Уельви.

## Демографія
Динаміка населення (INE ):